# Tim & Eric's Bedtime Stories
Tim & Eric's Bedtime Stories (également connu sous le titre de Bedtime Stories) est une série télévisée comique d'horreur américaine créée par le duo Tim & Eric (Tim Heidecker et Eric Wareheim). L'épisode pilote a été diffusé le 31 octobre 2013 et la série a été officiellement présentée le 18 septembre 2014 sur Adult Swim.